# Euonymus nanoides
Euonymus nanoides là một loài thực vật có hoa trong họ Dây gối. Loài này được Loes. & Rehder mô tả khoa học đầu tiên năm 1913.